# Colobothea fasciatipennis
Colobothea fasciatipennis es una especie de escarabajo longicornio del género Colobothea, categorizada en la tribu Colobotheini, de la subfamilia Lamiinae. Fue descrita por Linsley en 1935.

## Descripción
Mide 9,5-11 mm de longitud.

## Distribución
Se distribuye por Colombia, Honduras y Panamá.